# Andrea Kötter
Andrea Kötter, geb. Proske (* 13. November 1964 in Meppen) ist eine deutsche Politikerin (SPD). Von November 2021 bis November 2022 war sie Mitglied des Niedersächsischen Landtages.
Andrea Kötter ist eine Tochter des Politikers Hermann Proske. Sie ließ sich bei der Kreissparkasse Meppen zur Sparkassenkauffrau ausbilden. Bis zu ihrem Einzug in den Landtag war sie bei der Sparkasse Emsland, die aus der Fusion der drei emsländischen Sparkassen hervorging, beschäftigt.
Im Jahr 1997 trat Andrea Kötter der SPD bei. Seit 2011 ist sie Vorsitzende des SPD-Kreisverbandes Emsland. Sie gehört dem Vorstand des SPD-Bezirks Weser-Ems und dem Landesvorstand der SPD Niedersachsen an.
Seit 2001 gehört Andrea Kötter dem Stadtrat von Meppen an, seit 2006 als Vorsitzende der SPD-Fraktion. Seit 2011 ist sie Mitglied des emsländischen Kreistages. Bei den Landtagswahlen 2013 und 2017 trat sie für die SPD im Wahlkreis Meppen an, unterlag jedoch jeweils gegen den CDU-Kandidaten Bernd-Carsten Hiebing. Am 11. November 2021 rückte sie über die Landesliste für Petra Emmerich-Kopatsch in das Parlament nach. Bei der Landtagswahl 2022 unterlag sie erneut im Wahlkreis Meppen und verfehlte auch über die Landesliste den Wiedereinzug in den Landtag.